# Bams
Pour les articles homonymes, voir Bams (homonymie).
Bams, de son vrai nom Stéphanie Betga, née le 23 décembre 1973 à La Celle-Saint-Cloud, est une chanteuse, auteure-compositrice-interprète française.

## Biographie
Bams est issue d'une famille camerounaise. Sa mère est esthéticienne et son père ingénieur, puis chauffeur de taxi. Durant son adolescence, elle fonde le groupe de rock Shuka gang au sein duquel elle chante. Puis elle se consacre au sport de haut niveau, le triple-saut. En parallèle à ses activités sportives, elle obtient une licence de mathématiques,. En 1996, elle interrompt sa carrière sportive pour entamer sa carrière musicale. Trois ans plus tard, en 1999, son premier album en poche, elle est sacrée Révélation Hip-Hop au Festival du Printemps de Bourges. Souvent définie comme étant inclassable et se qualifiant elle-même d'« extra-terrienne »,. Bams est une artiste indépendante, une chanteuse, une slameuse aux influences musicales variées, entre autres afrobeat, funk, soul, jazz, rap, rock, hip-hop, reggae... Bams est particulièrement engagée pour le féminisme, contre le racisme et toute forme de discrimination,. Elle est mère de deux enfants et vit à Paris,.

## Albums
À vingt-six ans, elle sort son premier album Vivre ou Mourir en 1999 sous le label Trema,. Ensuite suivront De ce monde en 2005, sous le label Junkadelic Zikmu créé par son camarade de scène, le musicien DJ Junkaz Lou, puis On partira en 2010 sous le label Satellite Music,,.
Le 28 septembre 2013, quatorze ans après son premier album, Bams produit Dérèglement climatique sous son propre label Bams Arts Ways.

## Collaborations
Elle a travaillé ou collaboré avec de nombreux artistes dont DJ Junkaz Lou depuis ses débuts, le rappeur Sinistre en 1999 pour le titre Bol d'Air de l'album Vivre ou Mourir, en 2008 avec Dgiz (Hip-hop/Rap) dans le titre Murmure de l'album Dgiz-Hors, avec Casey & Ekoué du groupe La Rumeur, le rappeur new-yorkais RZA du Wu-Tang Clan dans son album Dérèglement Climatique,,.

## Travail en résidence
Fin 2003, préparant la sortie de son album De ce monde (2005), Bams s'installe un jour par mois de novembre à mai en résidence publique au Théâtre-Studio d'Alfortville.
En octobre 2010, elle s'installe pendant une semaine au WIP Villette à Paris, pour préparer l'album Dérèglement climatique (2013) et ouvre, pendant une heure chaque jour, ses séances de travail au public.

## Autres activités

### Cinéma
Elle apparaît, joue ou compose dans plusieurs films. En 1997, dans Bams et Moumy, jeunes filles africaines de Paris, un documentaire de Laurence Petit-Jouvet. Puis dans deux films documentaires de Jean-Pierre Thorn, en tant que compositrice dans Allez, Yallah ! en 2006 et en tant qu'elle-même dans 93 La Belle Rebelle en 2010,. En 2014, en tant qu'actrice, dans le court métrage Veuves noires d'Alexandre Ogou.

### Théâtre
En 1998, elle joue et chante dans le diptyque Le Festin pendant la peste et Le Festin où s'ouvrent les cœurs mis en scène par Alain Milianti tout d'abord dans le cadre d'une tournée en France. Au Théâtre de la Commune en 1999.

### Journalisme
En 2001, elle cofonde avec plusieurs acteurs de la société civile le magazine Respect Mag dans lequel elle écrit. Elle s'en éloigne avec d'autres le projet échappant aux motivations du début.

## Principales sources d'information
- ReapHit, dans un entretien « d'un peu plus de 5 heures » monté dans un dossier intitulé Bams entre rap, punk et féminité[27].
- Rue89, dans un entretien Bams, la météore noire de la chanson française : « On est dans un pays ultra communautaire » mené par Sabine Cessou[7].
- Sur RFI, plusieurs interviews et articles donnent un bon aperçu sur sa personnalité[1],[28],[25],[29],[16]. Également, deux entretiens dans l'émission Ambiance Africa sur Africa n°1, l'un le 25 septembre 2013 mené par Anastasie et l'autre mené par Aissa Thiam et Fatou Biramah, le 26 février 2015[26],[4].
- Bettina Ghio, Pas là pour plaire! Portraits de rappeuses, Le Mot et le reste, 2020.